# Enlace séxtuple

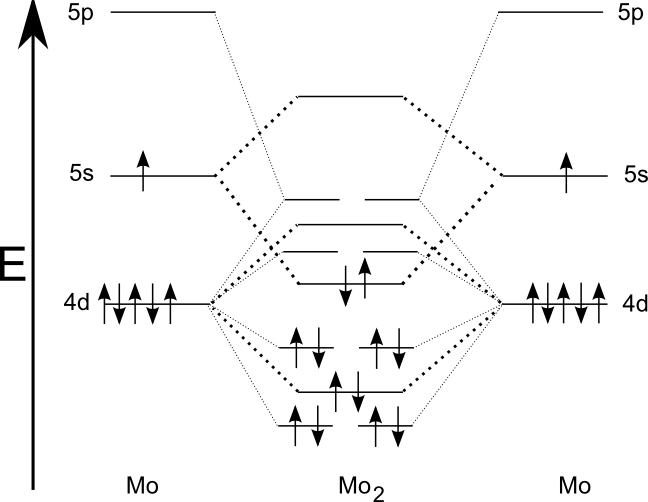
Diagrama de OM del dimolibdeno.

Un enlace séxtuple es un tipo de enlace químico covalente que involucra 12 electrones enlazantes. Las únicas moléculas conocidas con enlaces séxtuples verdaderos (orden de enlace 6) son las especies diatómicas Mo2 y W2, en la fase gaseosa a muy baja temperatura. Aunque las especies diatómicas Cr2 y U2 tienen estructuras formales con doce electrones enlazantes, su orden de enlace efectivo (derivado a partir de cálculos de química cuántica) es menor a 5 (enlace quíntuple). Hay fuerte evidencia para creer que no hay elementos en la tabla periódica que puedan formar un enlace con orden superior a 6.
El Mo2 puede ser observado en fase gaseosa a temperaturas bajas (7K) por una técnica de evaporación láser, usando una lámina de molibdeno con, por ejemplo, espectroscopia del infrarrojo cercano o espectroscopia ultravioleta-visible. Como en el dicromo, se espera un estado de singulete en el dimolibdeno. Las mayores órdenes de enlaces se reflejan en longitudes de enlace más pequeñas que 1,94 Å.